# Chocómanakin
De chocómanakin (Cryptopipo litae) is een zangvogel uit de familie Pipridae (manakins).

## Verspreiding en leefgebied
Deze soort komt voor van Panama tot Ecuador en telt twee ondersoorten:
- C. h. suffusa: oostelijk Panama en noordwestelijk Colombia.
- C. h. litae: westelijk Colombia en westelijk Ecuador

## Status
De grootte van de populatie is niet gekwantificeerd maar de soort wordt omschreven als vrij algemeen maar met een versnipperde verspreiding. Op de Rode lijst van de IUCN heeft deze soort de status niet bedreigd.